# Карл I (герцог Савойи)
Карл I Савойский (Воинственный), (итал. Carlo I di Savoia detto il Guerriero; 29 марта 1468, Кариньяно — 13 марта 1490, Пиньероль) — герцог Савойи, князь Пьемонта, граф Аостский и Морьенский с 1482 года, титулярный король Иерусалима, Кипра и Киликийской Армении с 1485 года, маркграф Салуццо с 1487 года. Сын Амедея IX, герцога Савойи, и Иоланды Французской.

## Биография
Начал правление под опекой дяди — Филиппа Безземельного, графа де Бресс. 
В 1485 году выкупил у королевы Кипра Шарлотты, двоюродной сестры отца Карла I и вдовы его дяди, Людовика Савойского, права на Кипр и Иерусалим и Киликийскую Армению. Несмотря на то, что Кипр попал под власть Венецианской республики в 1489 году, Савойская династия продолжала претендовать на это королевство.
В 1487 году захватил маркграфство Салуццо и графство Карманьола, изгнав их правителя Людовика II. Вернувшись домой с победой, внезапно заболел после праздничного пира, скончавшись в возрасте 21 года. Ходили слухи о его отравлении маркизом Салуццо. 
Похоронен был в старой францисканской церкви в Пинероло (Пьемонт), позже тело его было перезахоронено в часовне кафедрального собора Верчелли.
В 1489—1490 годах у него служил пажом прославившийся впоследствии французский рыцарь и полководец Пьер де Баярд.

## Семья и дети
От брака (1 апреля 1485 года) с Бьянкой Монферратской (1472—1519), дочерью Гийома VIII Палеолога, маркиза Монферратского и Елизаветы Сфорца, родились:
- Иоланда (1487—1499), муж (1496) Филибер II (1480—1504), герцог Савойи.
- Карл II (1488—1496), герцог Савойи.